# Chilevisión
Chilevisión je chilská bezplatná televizní stanice vlastněná společností ViacomCBS. Začala vysílat 4. listopadu 1960.